# Alvise Vivarini
Alvise Vivarini (né à Venise entre 1442 et 1453 et mort dans la même ville v. 1502) est un peintre italien de la Renaissance italienne appartenant à  l'école vénitienne.

## Biographie
Fils d'Antonio Vivarini, Alvise fait son apprentissage avec son oncle Bartolomeo Vivarini et sera influencé par Antonello de Messine. Un autre oncle, du côté de sa mère, est l'artiste connu sous le nom de Giovanni d'Alemagna, qui a travaillé  avec son beau-frère Antonio.
Il a eu comme élèves Marco Basaiti et Jacopo de' Barbari.

## Œuvres
- Arc de triomphe du doge Nicolò Tron - (1471) Gallerie dell'Accademia à Venise.
- Portrait d'homme, Saint Jérôme lisant (1476 ?) National Gallery of Art, Washington
- Retable de la Pentecôte - polyptyque sur peuplier (1478) Bode-Museum de Berlin
- Conversation sacrée (1480) Gallerie dell'Accademia à Venise.
- Portrait de Saint Antoine de Padoue, (1480), Musée Correr Venise[1].
- Vergine col bambino (ca.1483)
- Triptyque Madone et Enfant avec les saints François et Bernard (1485) Musée Capodimonte, Naples
- Cristo benedicente (1494) Église San Giovanni in Bragora
- Ritratto d'uomo (1495)
- Cristo risorto, 1497-98 Église San Giovanni in Bragora
- Ritratto d'uomo (1498)
- Vierge adorant l'enfant endormi entourée de deux anges musiciens, autour de 1500, Église du Rédempteur de Venise[2]
- Sainte Conversation (1500) Musée de Picardie, Amiens
- Retable de Saint Ambroise des milanais, Église Santa Maria Gloriosa dei Frari, commencé en 1503 et achevé après sa mort par son disciple Marco Basaiti
- Portrait d'homme, Madone National Gallery, Londres
- SS. François et Jean le Baptiste Musées Civiques de Pavie
- Redendore benedicente  Ca' Rezzonico
- Crocifissione con Maria Maddalena
- Assunzione della Vergine

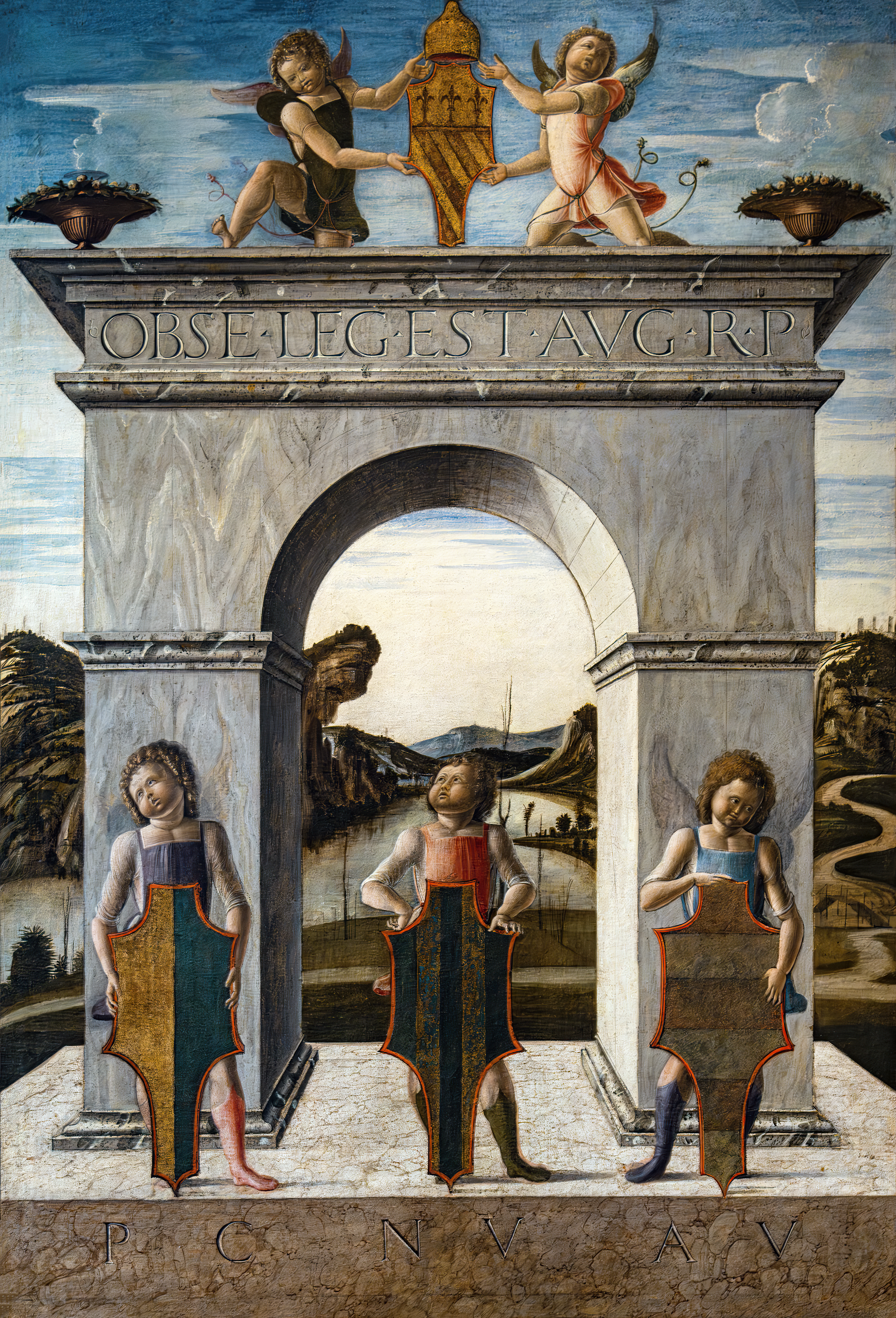
Arc de triomphe du doge Nicolò Tron - (1471)
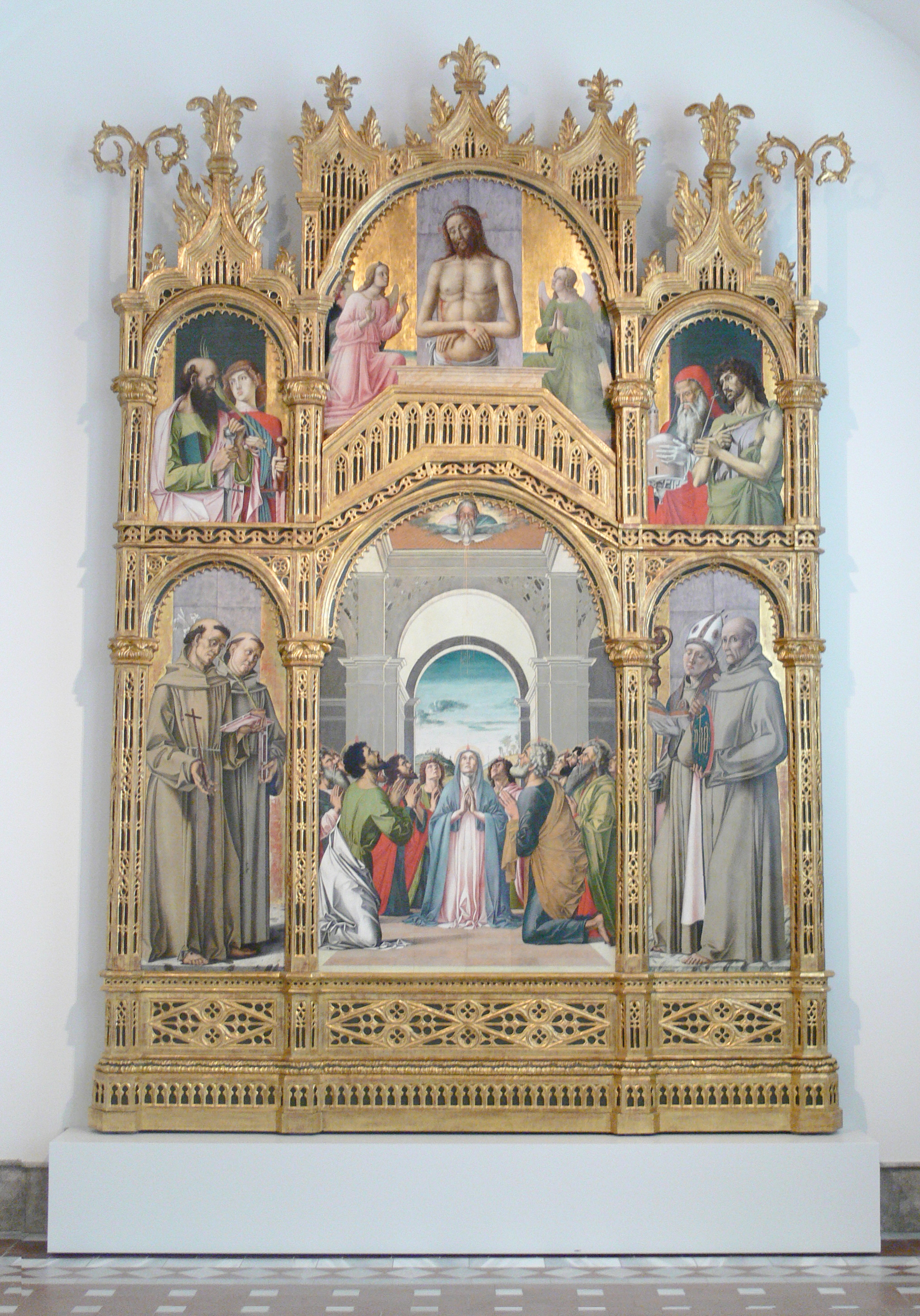
Retable de la Pentecôte (1478)
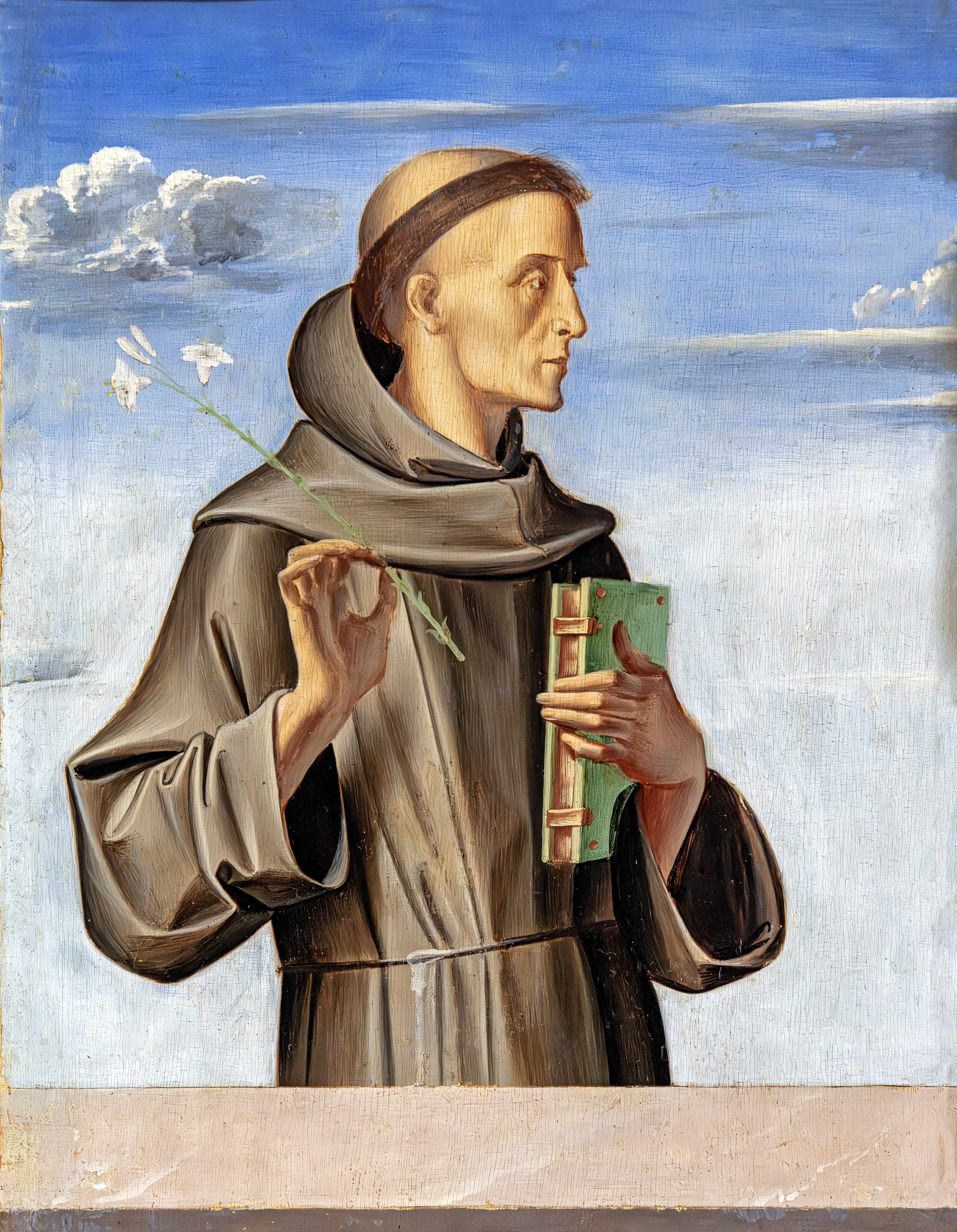
Portrait de Saint Antoine de Padoue, (1480), Musée Correr Venise
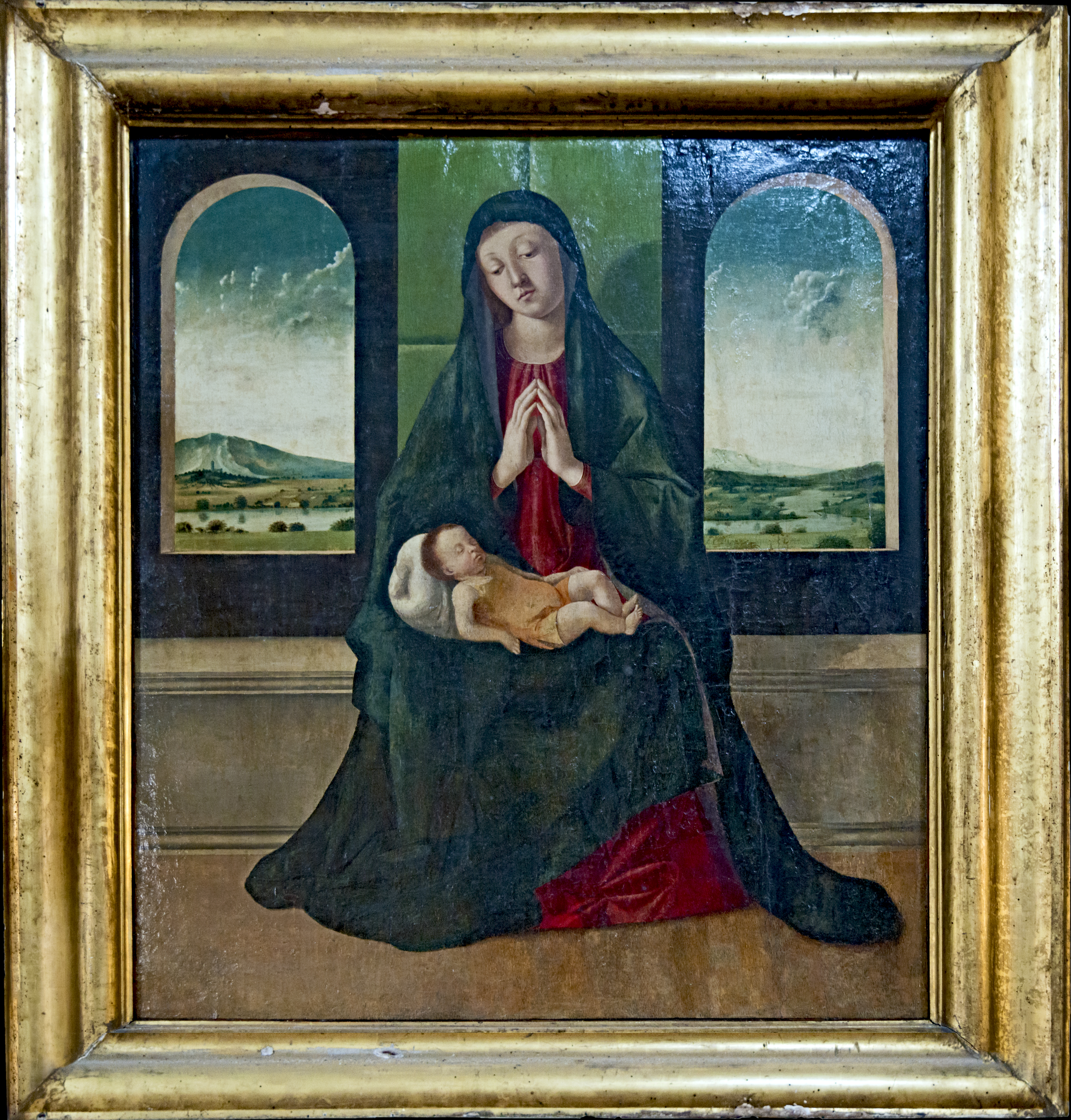
Madonna col Bambino, (1485-90)
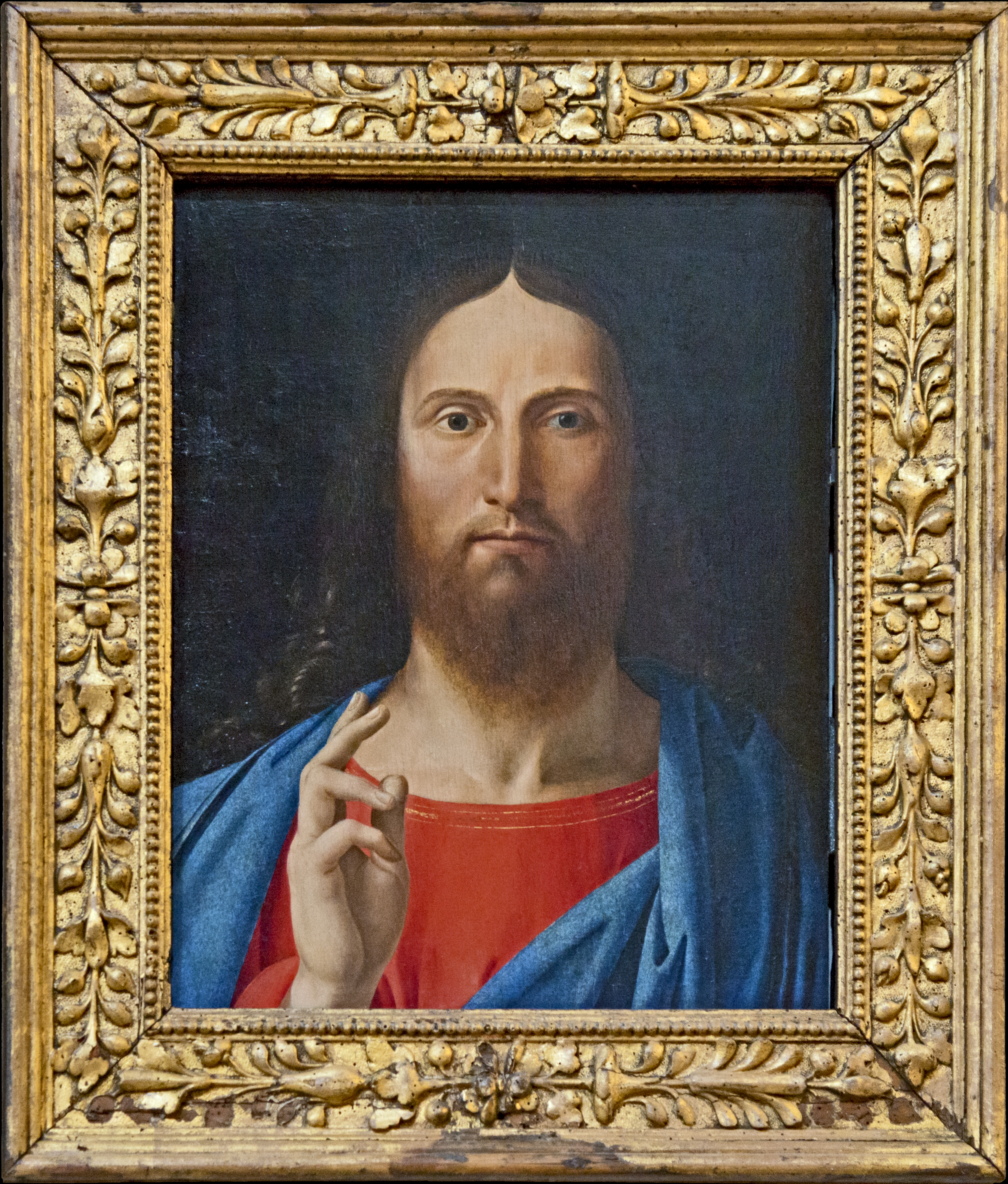
Cristo benedicente (1494)
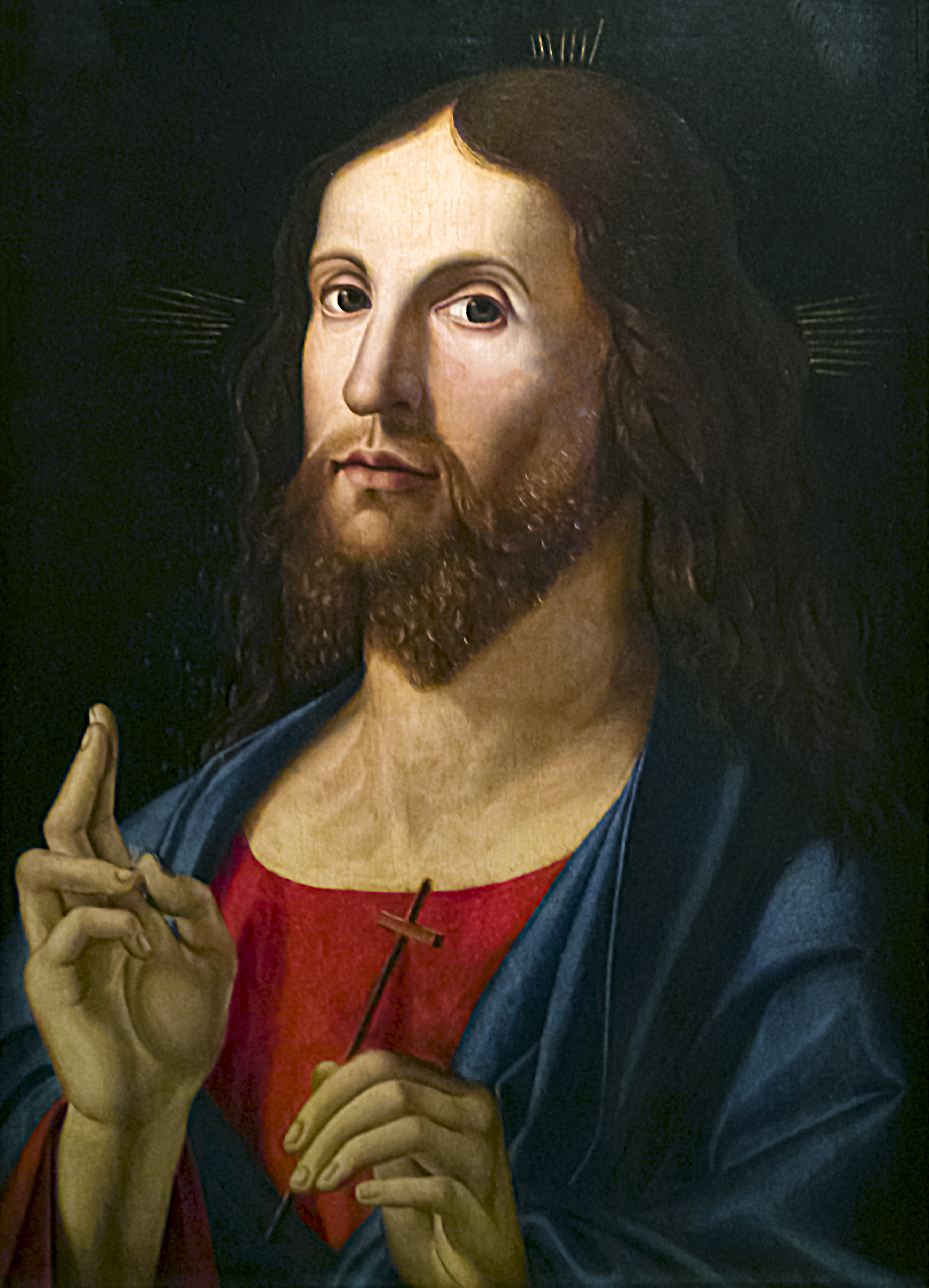
Redendore benedicente  - Ca' Rezzonico
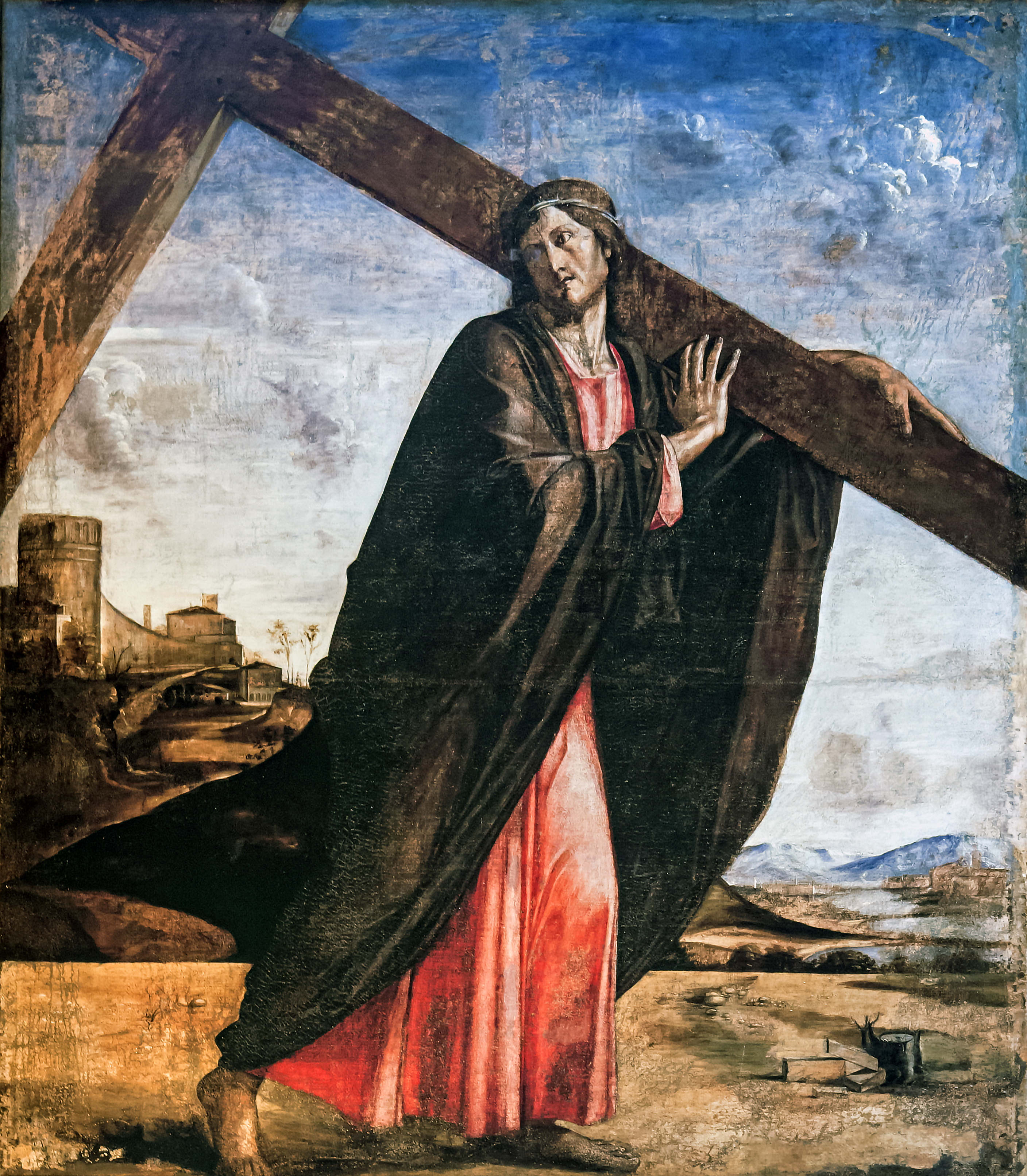
Le Christ portant la Croix Basilique de San Zanipolo
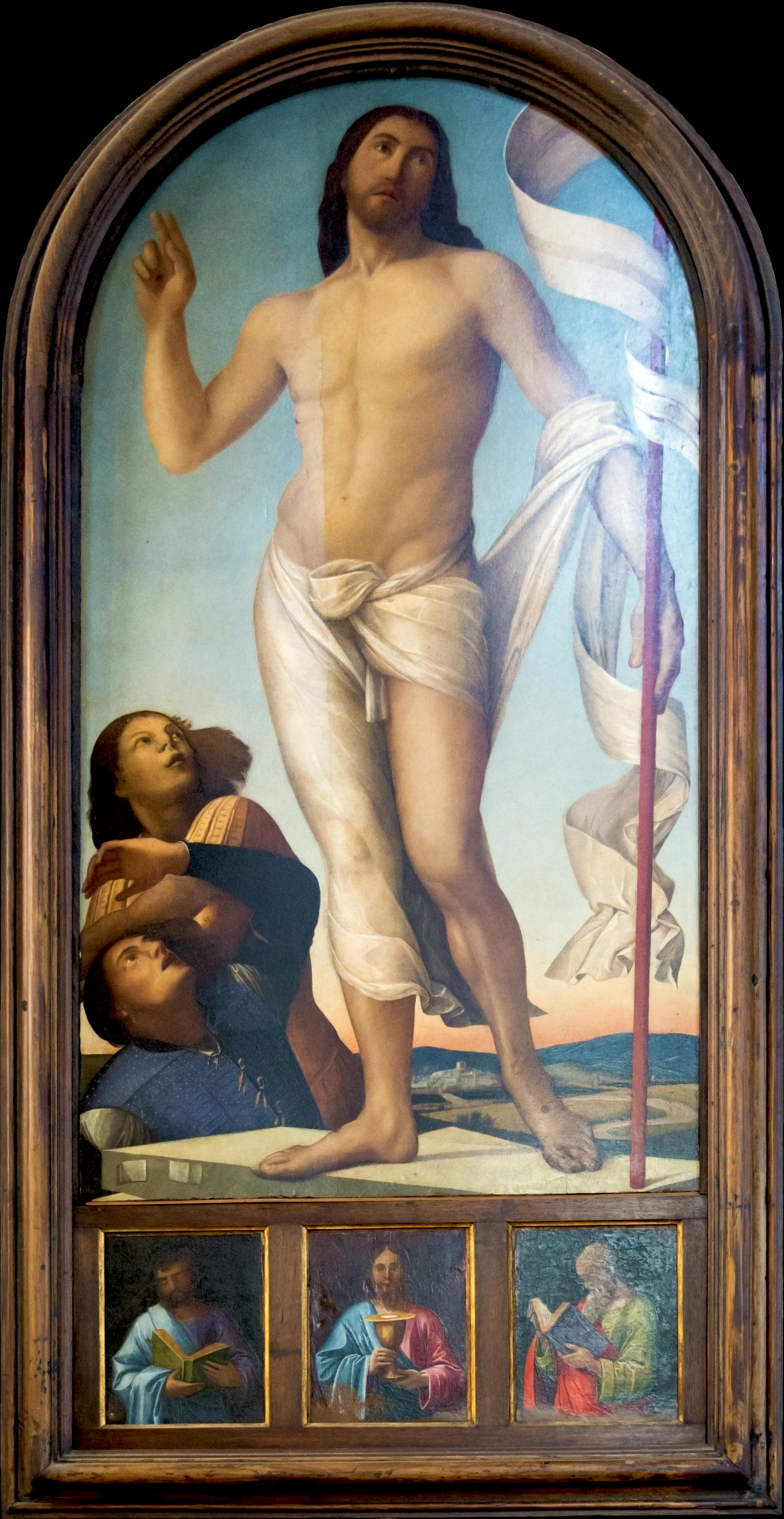
Cristo risorto, 1497-98
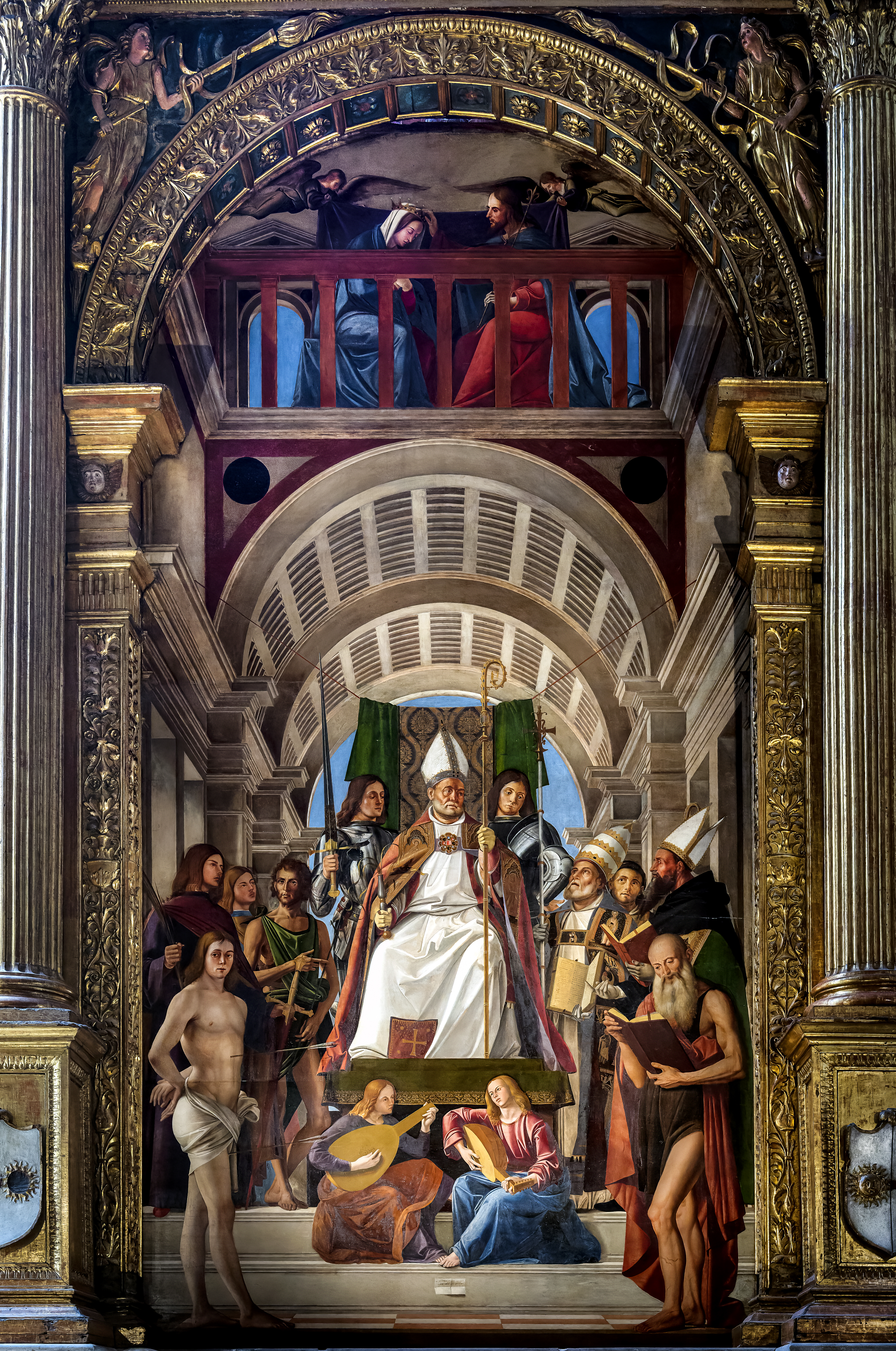
Saint Ambroise des milanais Basilique dei Frari, 1503

## Par lieu d’exposition

### Musées
- Bode-Museum de Berlin : Retable de la Pentecôte, polyptyque sur peuplier (1478),
- National Gallery of Art de Washington : Portrait d'homme, Saint Jérôme lisant, 1476 ?
- National Gallery de Londres : Portrait d'homme, Madone
- Musée de Picardie, Amiens : Sainte Conversation (1500)
- Museo Poldi Pezzoli de Milan
- Pinacothèque de Brera de Milan
- Musées Civiques de Pavie : SS. François et Jean le Baptiste
- Musée Capodimonte de Naples : Triptyque Madone et Enfant avec les saints François et Bernard, 1485[4]
- Gallerie dell'Accademia de Venise
  - Vierge à l'enfant en majesté entre saint Louis de Toulouse, saint Antoine de Padoue, sainte Anne, saint Joachim, saint François et saint Bernardin de Sienne (ou Sainte Conversation), 1480
  - Sainte Claire (1480)

## Source
- (it) Cet article est partiellement ou en totalité issu de l’article de Wikipédia en italien intitulé « Alvise Vivarini » (voir la liste des auteurs).